# Giovani uomini
Giovani uomini è un album musicale di Franco Califano, pubblicato nel 1995 prodotto e arrangiato da Alberto Laurenti

## Tracce
- Uomini
- Una preghiera
- Stando alle regole Cantata insieme ad Alberto Laurenti
- Giovani
- I libri di Hemingway
- L'amore muore
- Aspettando l'amore
- Se è vero che c'è un Dio
- Giovani d'estate
- Che fine hai fatto cantautore (scritta con Fred Bongusto e Alberto Laurenti)
- Che t'aggia dì
- Uomini (reprise)